# Stazione di Montalto-Rose
La stazione di Montalto-Rose è una stazione ferroviaria posta a 144 metri s.l.m. sulla linea Sibari-Cosenza, che serviva i centri abitati di Montalto Uffugo e di Rose. Attualmente è in uso come posto di movimento e quindi non fa servizio viaggiatori.

## Storia
Il 12 dicembre 2010 la stazione di Montalto-Rose venne trasformata in posto di movimento.